# Lənkəran (raion)
Lənkəran (en azéri)  est l'une des 78 subdivisions de l'Azerbaïdjan. Le raion entoure mais n'inclut pas la ville de Lankaran.

## Histoire
Des excavations archéologiques ont prouvé que ces terres sont occupées depuis au moins l'âge du bronze (3e ou 2e millénaire av. J.-C.).
Entre 1747 et 1813, Lankaran est la principale ville du Khanat de Talych. Après le traité de Golestan de 1813, la partie nord du khanat a été occupée par la Russie et le reste fut saisi lors de la dernière guerre russo-persane de 1826-1828. Le traité de Turkmanchai de 1828 accorde la souveraineté de la région à l'empire russe et le khanat est aboli. Au XIXe siècle, Lankaran exporte du riz, de la soie, des légumes, du bois et du poisson en Russie. Au cours du XXe siècle, l'industrie de la culture et de la transformation du thé est devenue importante dans le rayon,,. 
La région fut brièvement le centre d'une république soviétique Mughan d'inspiration bolchevique en 1919. Aujourd'hui, la région fait partie intégrante de la République d'Azerbaïdjan. 
Le rayon de Lankaran a été créé en tant que district administratif le 8 août 1930,.

## Éducation
Il existe 51 écoles maternelles, 81 établissements d’enseignement, des écoles pédagogiques, médicales et musicales à Lankaran. 87 clubs, 94 bibliothèques, le théâtre dramatique d'État, le musée, la branche de l'Institut de recherche scientifique sur les pêches et les cultures subtropicales d'Azerbaïdjan fonctionnent.
L’université d’État de Lankaran (Azerbaïdjan) a été créée en 2006. La branche de Lankaran de l'Institut de recherche azerbaïdjanais de l'horticulture et des cultures subtropicales de l'ANAS, la station expérimentale de Zona, la branche de lankaran de l'institut de perfectionnement des enseignants, le collège humanitaire Lankaran, la faculté de médecine et l'école des enfants fonctionnent à Lankaran.

## Presse et médias
Le journal Lankaran appartenant à l'autorité exécutive de la ville de Lankaran existe depuis 1991. Des journaux indépendants tels que Prizma (2004), Şəfəq (Chafag) (1992), des revues littéraires telles que Söz (Soz) (1994), Məşəl (Machale) (1999 ), édition de radiodiffusion depuis 1957, Lankaran television opère depuis 2004.

## Culture
Les institutions culturelles et éducatives de Lankaran opèrent sous la direction du Département régional de la culture et du tourisme de Lankaran. Il y a actuellement un centre Heydar Aliyev, deux musées (musée d'histoire, musée de la maison H.Aslanov), une bibliothèque centrale et ses 70 succursales, centre culturel de la ville nommé d'après Q. Valiyev et 66 institutions culturelles, deux écoles de musique pour enfants. Une école d'art pour enfants, une galerie de peinture d'État. Sur la base du décret no 132 du Conseil des ministres de la République d'Azerbaïdjan 21, principalement des monuments archéologiques, 53 monuments architecturaux locaux, deux monuments sculptés sont enregistrés et protégés par le gouvernement.

### Musées

#### Musée d'histoire et d'ethnographie de Lankaran
Le musée d'histoire et d'ethnographie de Lankaran se compose de trois étages et de douze chambres. Le musée est situé dans la maison de Mir Ahmed Khan, aujourd'hui un monument historique construit en 1913. Depuis 1978, la Maison Khan opère comme musée d'histoire et d'ethnographie de Lankaran. Il y a plus de 6 500 expositions reflétant l'histoire ancienne, la culture, les valeurs nationales et morales de Lankaran et aujourd'hui au musée. L'exposition du musée se compose de six sections: nature, histoire ancienne, histoire médiévale, nouvelle ère, période récente (1917-1945), ère moderne (de 1945 à aujourd'hui),.

#### Musée de la Maison Hazi Aslanov
Le musée de la maison du héros de l'Union soviétique, chef militaire et major général Hazi Aslanov, a été inauguré le 9 mai 1969 (jour de la victoire de l'Azerbaïdjan). Le premier directeur du musée était Khaver Aslanova, l'épouse de H. Aslanov. En 1983, l'exposition du musée a été agrandie et reconstruite. L'exposition se compose de cinq salles. En 2011, le musée a été entièrement rénové. Le musée se compose de cinq sections et salles. La première pièce est la salle ethnographique qui reflète l’environnement où il est né et mourant. Les choses dans cette pièce appartiennent à la mère de H. Aslanov. Sa sœur Assiya Aslanova les a données au musée. La deuxième salle est dédiée aux années d’éducation et de service militaire. La troisième salle est consacrée aux combats pour Moscou et Stalingrad (1941-1943). La quatrième salle est consacrée à la lutte pour le Primorye et la Biélorussie (1944-1945). La dernière pièce est la salle commémorative. Différents cadeaux à la maison, les vêtements de combat le jour de sa mort, des souvenirs, ses albums et livres sont protégés dans cette pièce,.

## Géographie
Le territoire du rayon est de 1 539 km2, avec 66 700 hectares couvrant des zones sèches. Il y a deux villes, huit colonies et 83 villages dans le rayon de Lankaran. La distance entre Bakou et le centre régional est de 268 km.
La région possède une vaste zone de parcs nationaux où une faune et une flore variées sont préservées. La réserve d'État de Guizil-Agadj abrite plus de 250 espèces de plantes, trente espèces de poissons et plus de 220 espèces d'oiseaux. La sous-espèce léopard perse vit également dans le parc national.

### Source de courant
Dix compteurs d'électricité à carte à puce, 154 compteurs d'électricité monophasés électroniques ont été installés et 191 compteurs défectueux ont été changés au cours des trois mois de 2017 dans le district de Lankaran. Au total, 16 892 compteurs d’électricité ont été installés dans le district. Actuellement, le gouvernement effectue des travaux de vente et d'exploitation d'énergie dans les agglomérations et les villages de district, dont 47 914 abonnés individuels, 46 réfugiés, 3 052 commerces et services, 891 production, transport et construction, 155 budgets et 157 autres groupes de consommateurs.

### Eau et assainissement
Certaines mesures ont été prises pour améliorer l'approvisionnement en eau potable de la ville et pour reconstruire le réseau d'égouts de la ville. La reconstruction du système d'approvisionnement en eau et d'assainissement de Lankaran a débuté en août 2011. Système de purification de l'eau, un réservoir d'eau d'une capacité de 10 000 m3, 252 km de conduites d'eau de diamètre différent, 12 000 compteurs d'eau Smartcard installés et la disposition de microtunels de 12 km est prévue dans le village de Khanbulan de Lankaran.

### Approvisionnement en gaz
Au cours des trois mois de 2017, certaines mesures ont été prises pour fournir aux zones résidentielles et aux entreprises un approvisionnement en gaz dans la ville. Ainsi, 43 565 personnes ont été approvisionnées en gaz naturel, 252 km de conduites d'eau de diamètre différent ont été installées, 426 problèmes de gaz ont été détectés et 153 compteurs de gaz ont été remplacés, 291 compteurs défectueux ont été remplacés. À l’heure actuelle, 65 colonies, dont celles de Lankaran et de Liman, ont été approvisionnées en gaz, soit 90,1 % de la population totale du district.

## Climat
La zone autour de Lankaran possède un sol fertile, de riches réserves d'eau et un climat subtropical humide avec des précipitations annuelles maximales de 1 600 à 1 800 mm, les plus fortes précipitations en Azerbaïdjan.

## Économie
Le rayon de Lankaran possède une agriculture abondante, l'élevage, la pêche, l'apiculture et production de soie. Le forgeron, la poterie et d'autres métiers sont également bien établis depuis longtemps. Le développement de la région a également été facilité par son emplacement en tant que point de communication entre les anciens empires, menant au commerce des caravanes canalisé le long de la côte de la mer Caspienne.
L'industrie du thé du rayon se débattait après l'indépendance en raison de la concurrence accrue des exportations et des résultats de la redistribution des terres: l'éclatement des fermes collectives de l'ère soviétique en petites parcelles personnelles rendant la culture du thé peu rentable. Le rayon a également beaucoup souffert de la montée de la mer Caspienne, notamment à Narimanabad où de nombreuses propriétés riveraines ont été emportées. 

## Personnes célèbres
- Samad bey Mehmandarov
- Hazi Aslanov
- Allahchukur Pachazadeh, Cheikh al-Islam et Grand Mufti du Caucase

## Villes
Lankaran (en azéri : Lənkəran ; en russe : Ленкорань, Lenkoran) est une ville du sud de l'Azerbaïdjan.

## Galerie

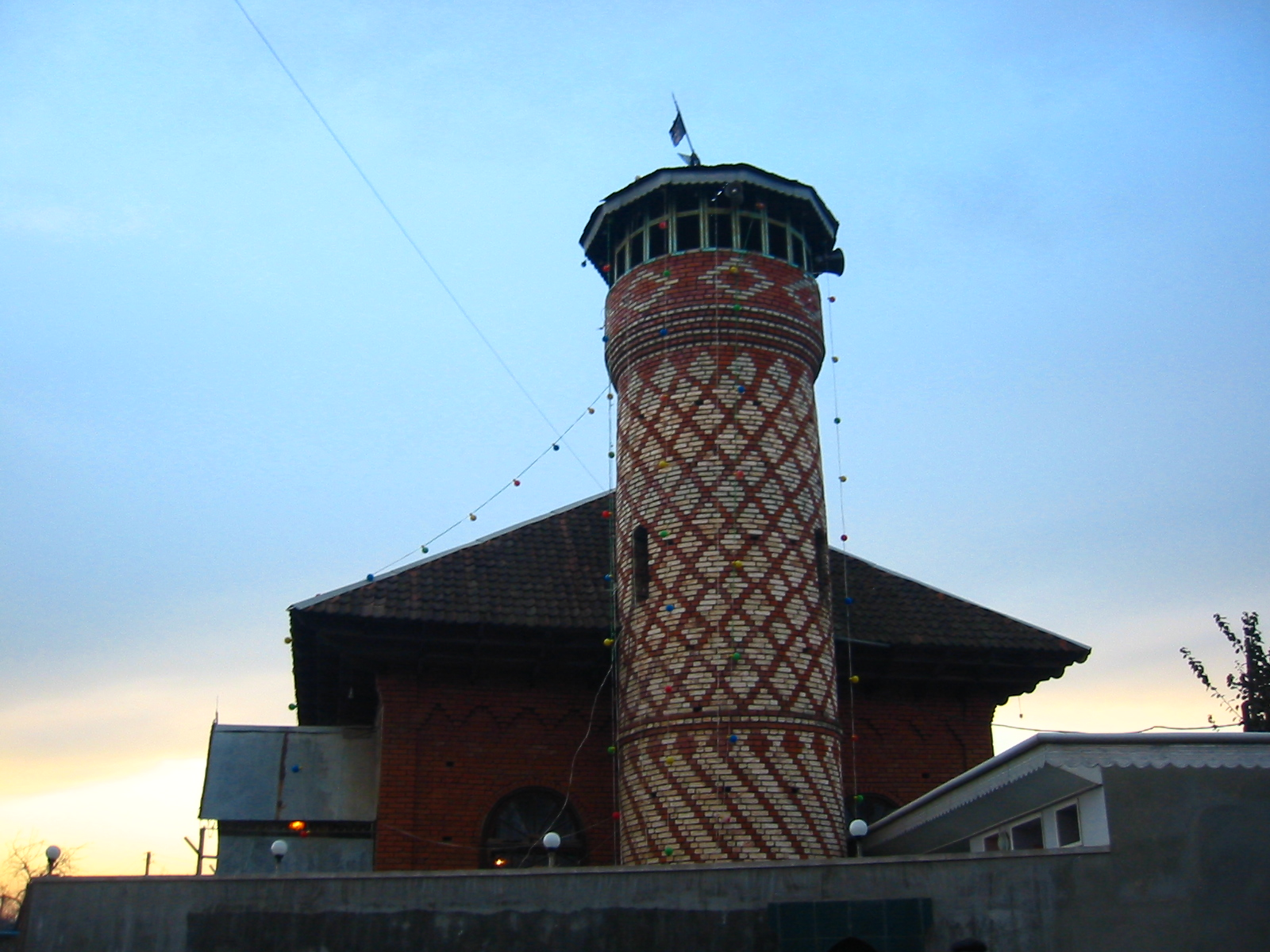
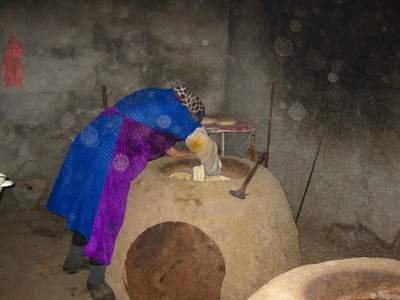
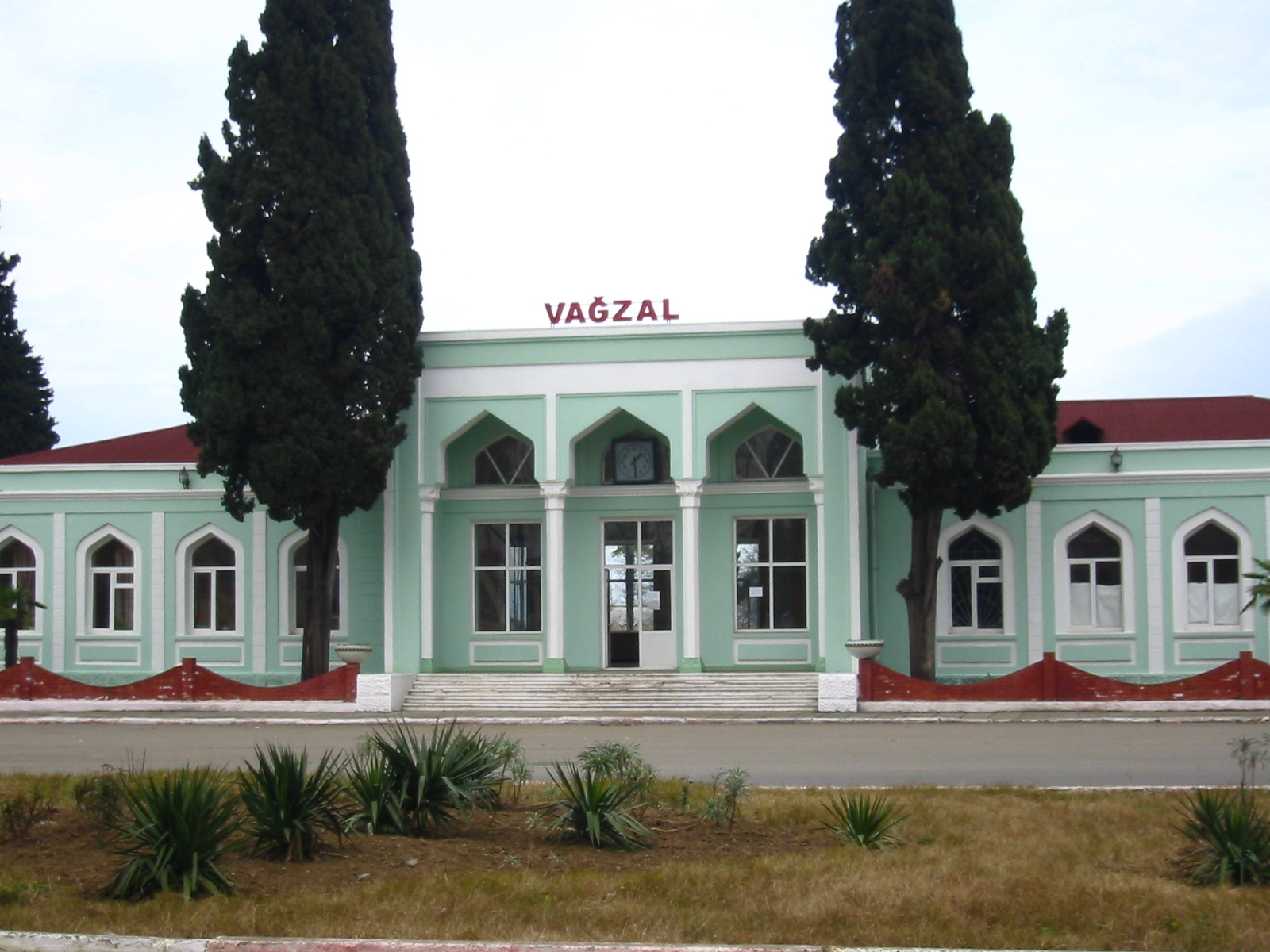
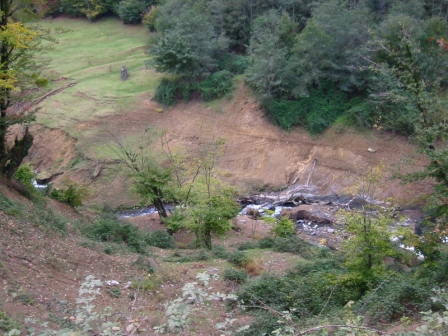
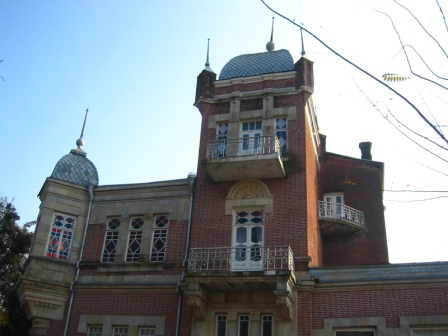
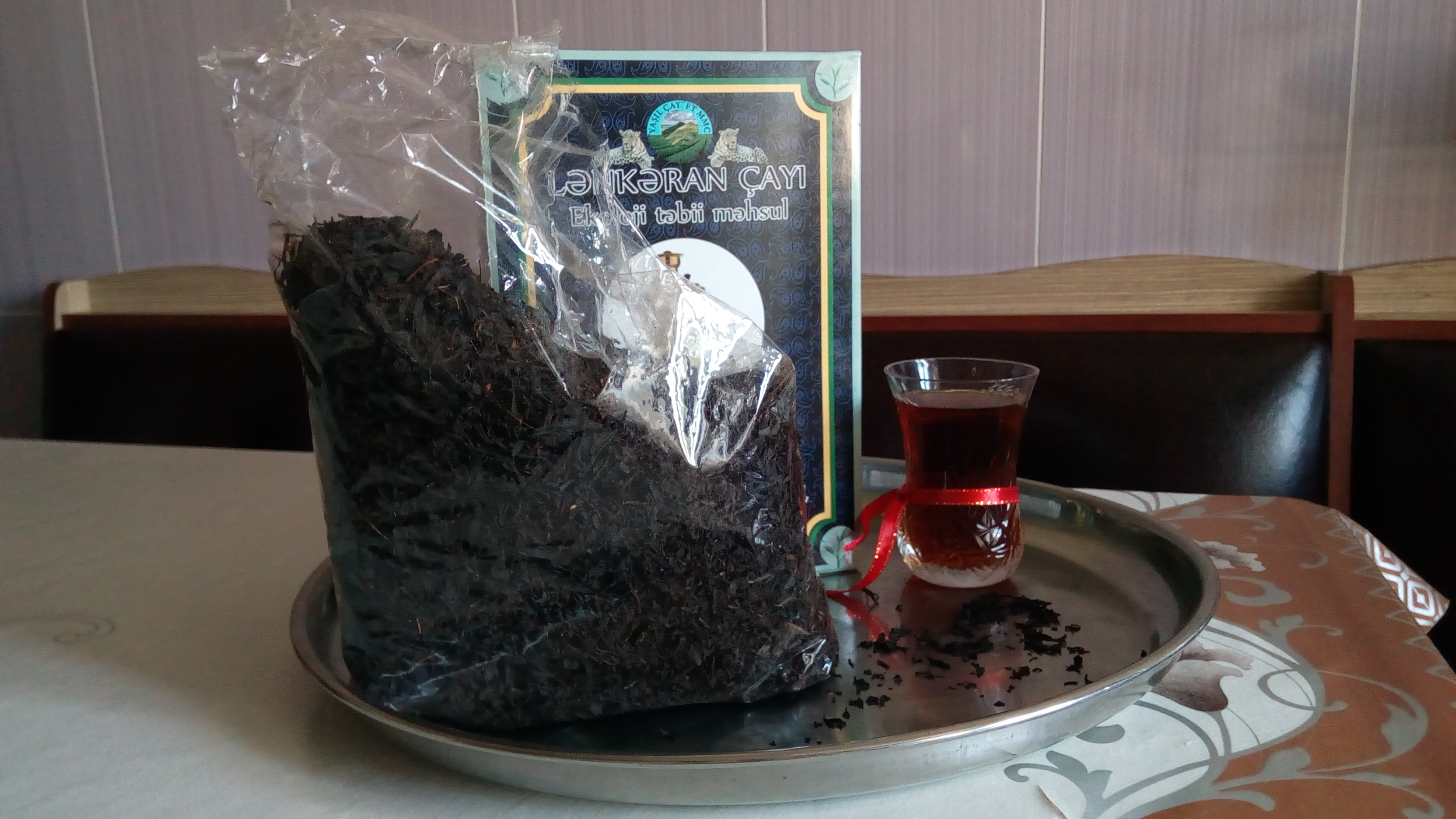
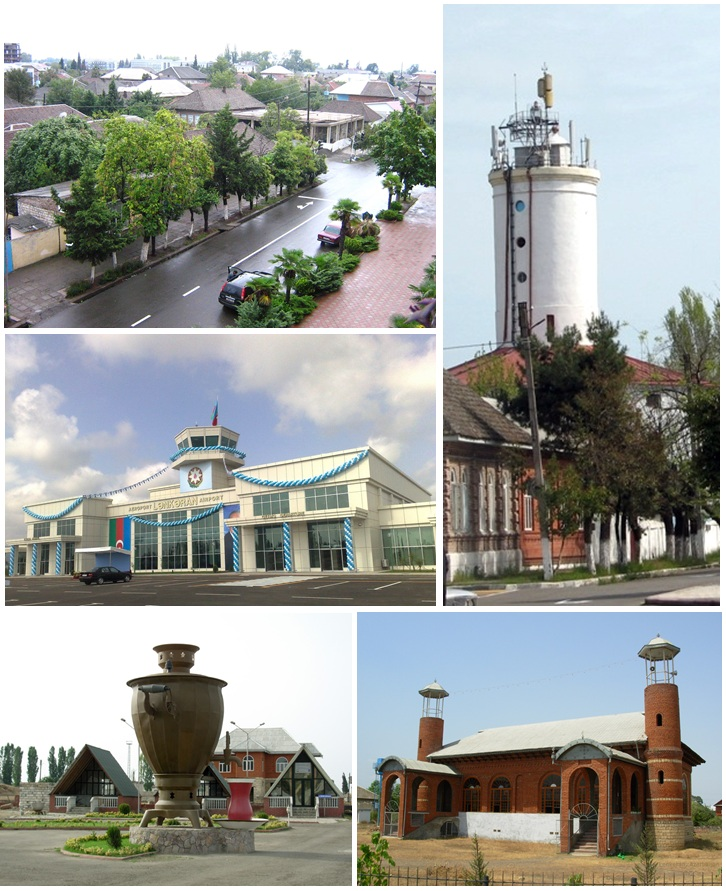
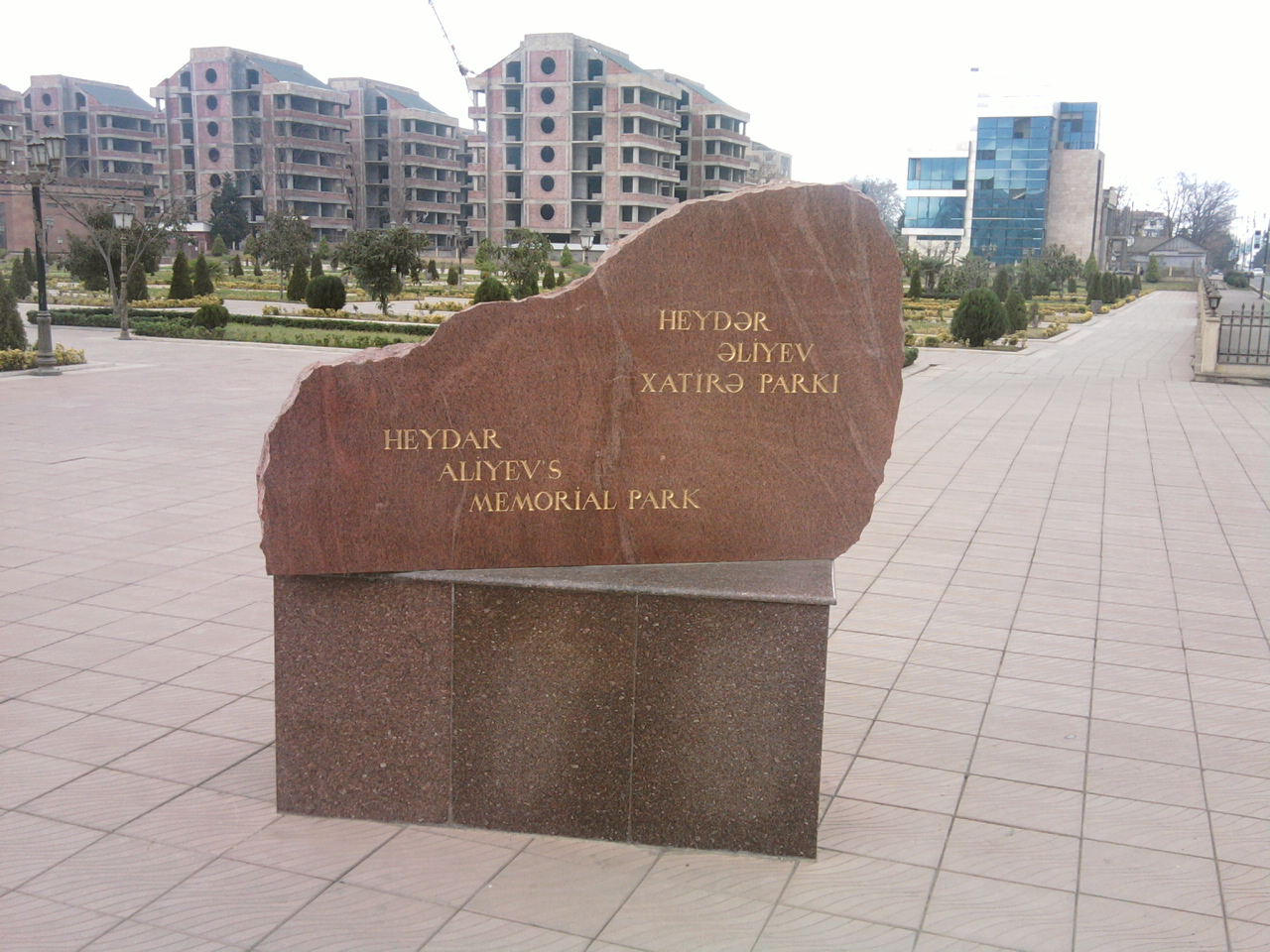

### Quartiers
- Garmatuk
- Achagi Nuvadi
- Hirkan
- Haftoni
- Isti Sou
- Baligthcilar
- Séparadi
- Liman (ville)
- Narimanabad